# 北雷格尼茨河

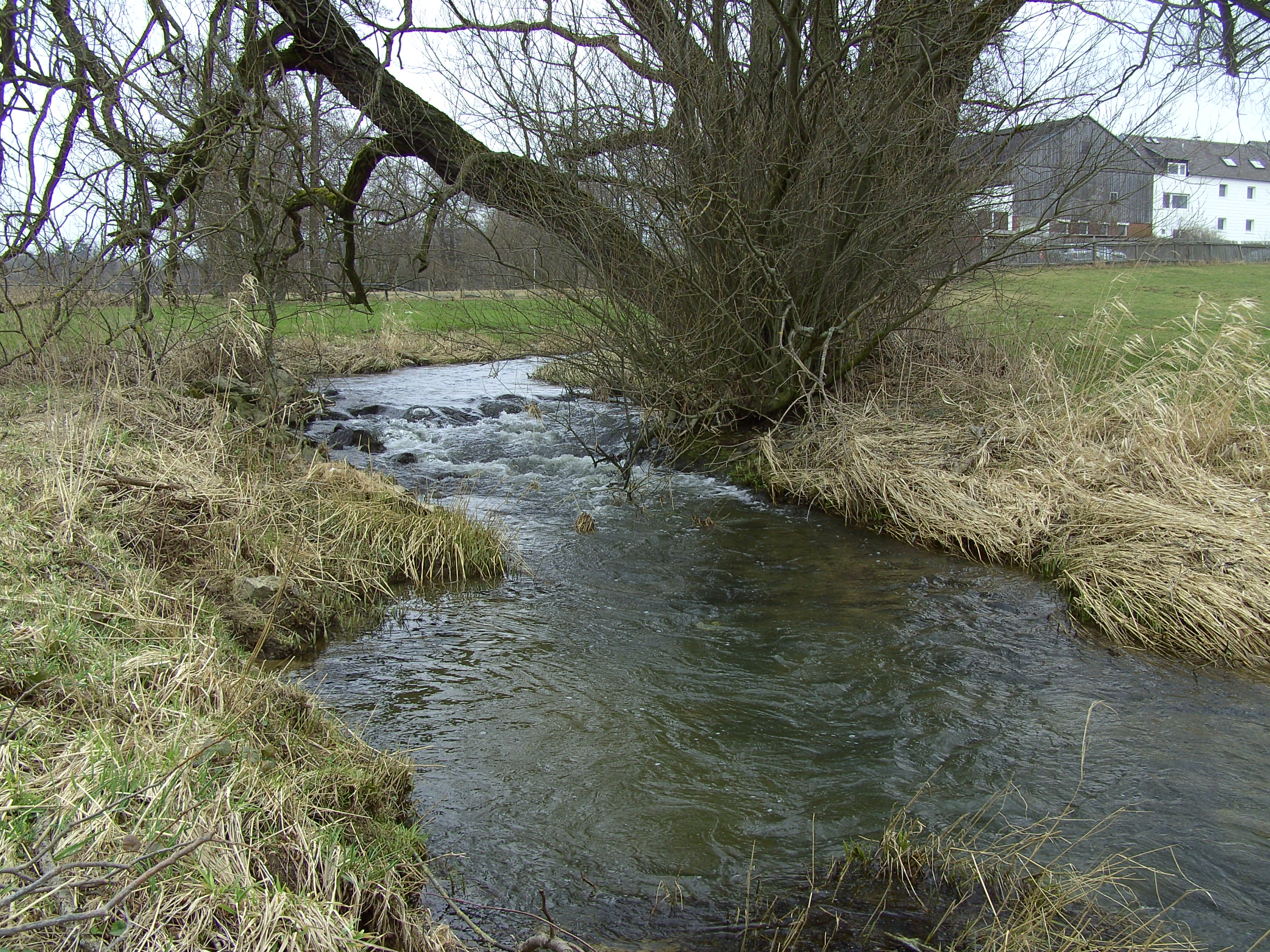
北雷格尼茨河

50°20′24″N 11°53′38″E / 50.34000°N 11.89389°E
北雷格尼茨河（德語：Nördliche Regnitz），是德國的河流，位於該國東南部，由巴伐利亞負責管轄，屬於薩勒河的右支流，河道全長7.7公里，流域面積41.8平方公里，河口處在霍夫附近。